# Chapelgeschoss
Als Chapelgeschosse, auch Discoidal-Geschosse, wurden linsenförmig gestaltete Geschosse bezeichnet, die eine parabel-ähnliche Flugbahn aufweisen sollten, um über feindliche Linien hinweg zu fliegen und diese von der Rückseite her zu treffen.

## Entwicklung
Die Geschosse gehen auf Vorschläge des französischen Artillerieoffiziers Frédéric Chapel in den 1880er Jahren zurück, haben sich aber nicht durchsetzen können.
Im Ersten Weltkrieg wurden Handgranaten entwickelt, die einem Diskus ähnlich waren und wie dieser geschleudert wurden. Die Diskushandgranate M15 ist eine von der Form verwandte Granate, die allerdings nicht als Geschoss eingesetzt, sondern geworfen wurde.

## Rezeption
Jules Verne erwähnt in seinem erstmals 1896 erschienenen Roman Facing the Flag, deutsch Die Erfindung des Verderbens, das Geschoss: „No! the engines, after the manner of Artillery Captain Chapel's discoid projectile, return towards the doomed vessel like an Australian boomerang.“